# Ozoroa
Ozoroa är ett släkte av sumakväxter. Ozoroa ingår i familjen sumakväxter.

## Dottertaxa tillOzoroa, i alfabetisk ordning[1]
- Ozoroa albicans
- Ozoroa argyrochrysea
- Ozoroa aurantiaca
- Ozoroa barbertonensis
- Ozoroa benguellensis
- Ozoroa bredoi
- Ozoroa cinerea
- Ozoroa concolor
- Ozoroa crassinervia
- Ozoroa dekindtiana
- Ozoroa dispar
- Ozoroa engleri
- Ozoroa fulva
- Ozoroa gossweileri
- Ozoroa hereroensis
- Ozoroa homblei
- Ozoroa hypoleuca
- Ozoroa insignis
- Ozoroa kassneri
- Ozoroa kwangoensis
- Ozoroa longipes
- Ozoroa longipetiolata
- Ozoroa macrophylla
- Ozoroa marginata
- Ozoroa mildredae
- Ozoroa mucronata
- Ozoroa namaensis
- Ozoroa namaquensis
- Ozoroa nigricans
- Ozoroa nitida
- Ozoroa obovata
- Ozoroa okavangensis
- Ozoroa pallida
- Ozoroa paniculosa
- Ozoroa pseudoverticillata
- Ozoroa pulcherrima
- Ozoroa pwetoensis
- Ozoroa robusta
- Ozoroa schinzii
- Ozoroa sphaerocarpa
- Ozoroa stenophylla
- Ozoroa uelensis
- Ozoroa verticillata
- Ozoroa viridis
- Ozoroa xylophylla